# Condado de la Almudena

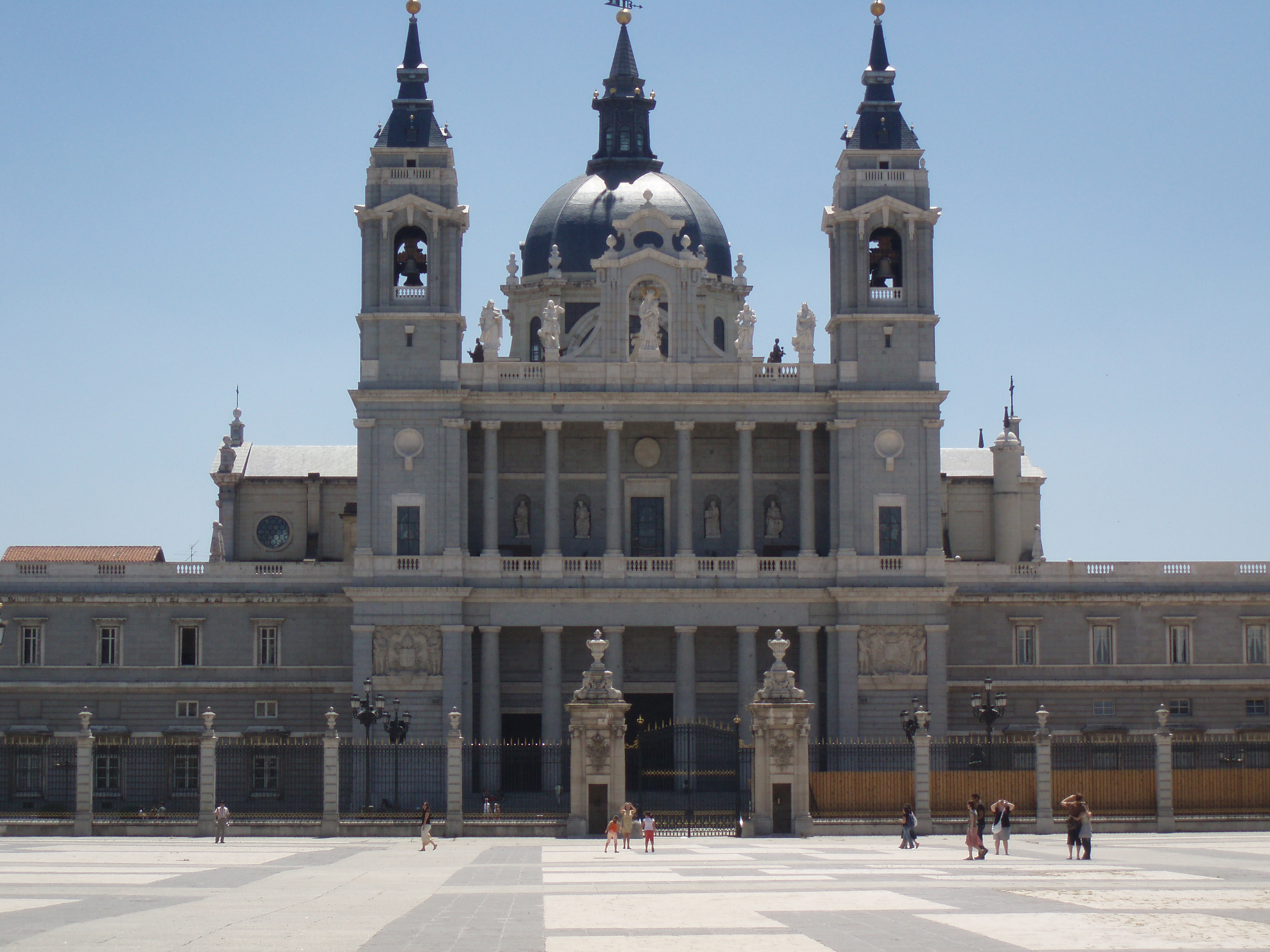
Catedral de la Almudena.

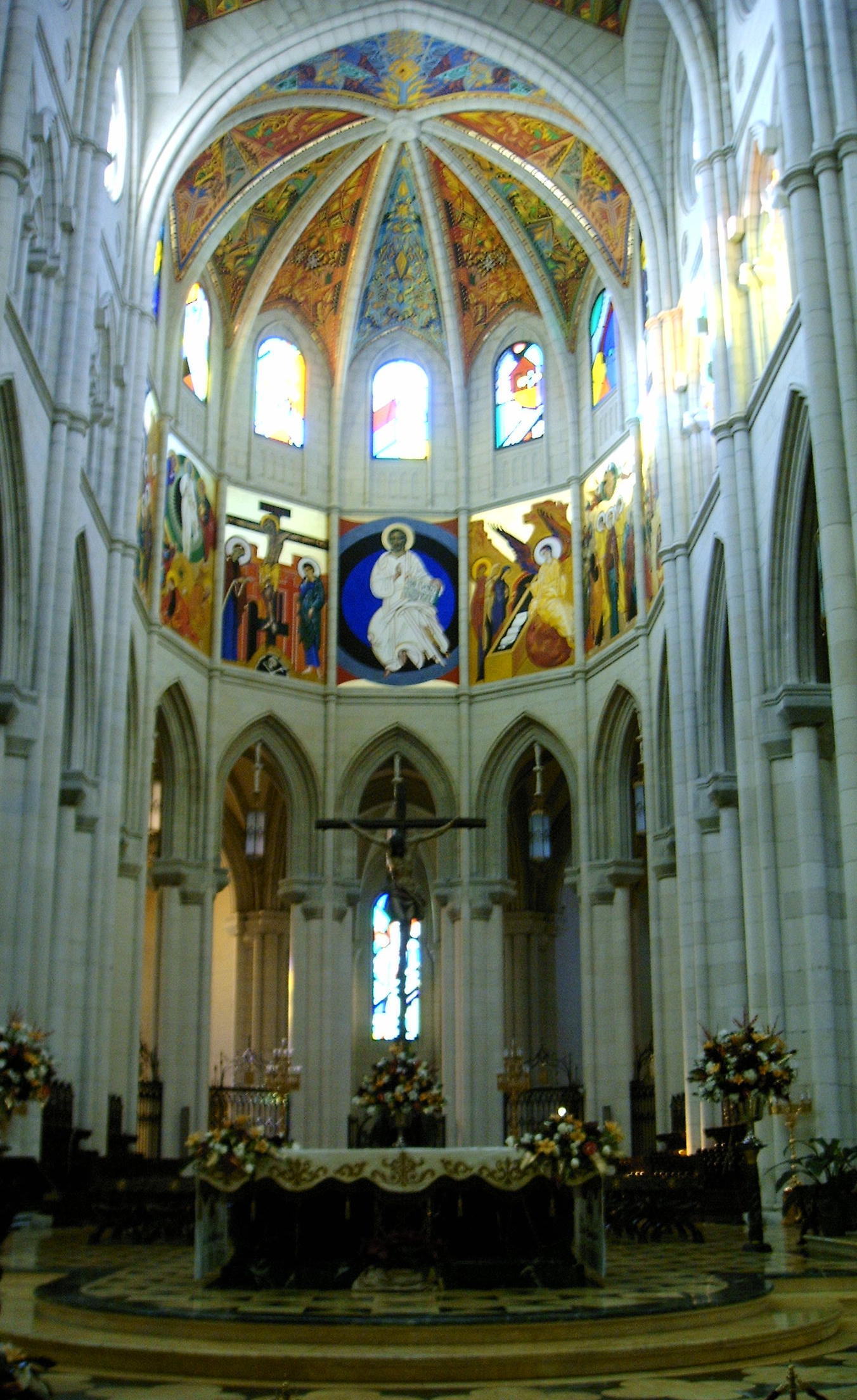
Interior de la Catedral. Nave central.

El condado de la Almudena es un título nobiliario español, creado el 13 de junio de 1912 por el rey Alfonso XIII de España a favor de María de la Encarnación de Urquijo y Ussía, hija del financiero Estanislao de Urquijo y Ussía, III marqués de Urquijo, queriendo así demostrar el gran aprecio que Alfonso XIII tenía por su padre, por ser éste uno de los administradores del patrimonio personal del rey.

## Denominación
La denominación de la Almudena hace referencia a la Catedral de la Almudena, de Madrid, en la Comunidad de Madrid, ya que en su construcción intervino el arquitecto Francisco de Cubas y González-Montes, I marqués de Fontalba, I marqués de Cubas (pontificio), padre del esposo de María de la Encarnación de Urquijo y Ussía. 

## Condes de la Almudena
|                           | Titular                                    | Periodo                   |
| Creación por Alfonso XIII | Creación por Alfonso XIII                  | Creación por Alfonso XIII |
| ------------------------- | ------------------------------------------ | ------------------------- |
| I                         | María de la Encarnación de Urquijo y Ussía | 1912-1930                 |
| II                        | Francisco de Cubas y Urquijo               | 1930-1950                 |
| III                       | Gustavo de Cubas y Gerdtzen                | 1950-1978                 |
| IV                        | María del Pilar de Cubas y Escribano       | 1978-2005                 |
| V                         | Gustavo Acero de Cubas                     | 2005-actual titular       |

## Historia de los condes de la Almudena
- María de la Encarnación Urquijo y Ussía (1874-1930), I condesa de la Almudena.

Casó con Francisco de Cubas y Erice, II marqués de Fontalba y II marqués pontificio de Cubas. Le sucedió su hijo:
- Francisco de Cubas y Urquijo (1900-1950), II conde de la Almudena.

Casó con Isabel Gerdtzen Falces. Le sucedió su hijo:
- Gustavo de Cubas y Gerdtzen (1932-1978), III conde de la Almudena.

Casó con María del Pilar Escribano y Vázquez-Queipo, vii condesa de Torre-Novaes de Quiroga. Le sucedió su hija:
- María del Pilar de Cubas y Escribano (1957-actualidad), IV condesa de la Almudena.

Casó con Luis Antonio Acero y Campos. Le sucedió su hijo por cesión:
- Gustavo Acero de Cubas (1987-actualidad), V conde de la Almudena.